# Estola freyi
Estola freyi là một loài bọ cánh cứng trong họ Cerambycidae.